# KVOZ-AM
KVOZ es una estación de radio localizada en Laredo (Texas). Es más conocida como Radio Cristiana. Emite música religiosa y charla religiosa español para los radio escuchas de Laredo y Nuevo Laredo.